# Viguera (España)
Viguera es un municipio y localidad española de la comunidad autónoma de La Rioja. El término municipal, atravesado por el río Iregua, tiene una población de 379 habitantes (INE 2024).

## Geografía
Está integrado en la comarca de Tierra de Cameros, concretamente en la subcomarca de Camero Nuevo, situándose a 22 km de la capital riojana. El término municipal está atravesado por la carretera N-111 entre los pK 308 y 314. 
El relieve del municipio está determinado por el valle del río Iregua y las montañas que lo rodean. Al noroeste se extiende la sierra de Moncalvillo que alcanza los 1000 m de altitud. Al este y al sur se extiende la sierra de Camero Viejo, cuyo máximo exponente en el municipio es el pico Cerroyera (1405 m), seguido de Peña Saida (1378 m). El pueblo se alza en el valle del río a 689 m sobre el nivel del mar.
En los alrededores de la localidad se encuentra el Chorrón de Peña Puerta o Chorrón de Viguera, un salto de agua de 60 m de altura, el más alto de La Rioja. Se puede ver con agua en invierno y primavera en época de lluvias.
| Noroeste: Mancomunidad de Nalda, Sorzano y Viguera | Norte: Sorzano                             | Noreste: Nalda                                  |
| Oeste: Mancomunidad de Nalda, Sorzano y Viguera    |                                            | Este: Nalda                                     |
| Suroeste: Torrecilla en Cameros y Nestares         | Sur: Almarza de Cameros y Torre en Cameros | Sureste: Soto en Cameros y San Román de Cameros |

## Historia
La primera cita documental aparece en la crónica bereber Ajbar Machmua, que narra cómo Abderramán I recuperó La Rioja en el 759, después de haber sido conquistada por Alfonso I de Asturias el año 755. Particularmente comenta que después de tomar el castillo de Viguera, Abderramán I atravesó toda La Rioja y penetró en Álava.
Fue una de las fortificaciones que tuvieron los Banu Qasi para defender La Rioja de las acometidas cristianas.
En la segunda mitad del siglo IX, Lubb ibn Musa, uno de los hijos de Musa ibn Musa, reconstruyó la fortaleza. Lubb falleció cazando ciervos tras desguazarse un brazo al enganchárselo en un árbol, siendo enterrado en la localidad.
En la Reconquista el hecho más importante de la zona es la caída del Reino de Viguera que pasa de manos de los musulmanes otra vez a los cristianos, pero esta vez no como Reino de Viguera, sino como parte del Reino de Pamplona, aunque posteriormente esta zona pasaría a manos del señor de Cameros, formando también parte del señorío de los Cameros.

## Demografía
Cuenta con una población de 379 habitantes (INE 2024).
| Gráfica de evolución demográfica de Viguera entre 1842 y 2021                                                         |
| |
| Población de derecho según los censos de población del INE. Población de hecho según los censos de población del INE. |

En 2020 contaba con una población de 382 habitantes y una densidad de 9,16 hab/km².

### Población por núcleos
Desglose de población según el Padrón Continuo por Unidad Poblacional del INE.
| Núcleos                  | Habitantes (2023) | Varones | Mujeres | Notas      |
| ------------------------ | ----------------- | ------- | ------- | ---------- |
| Viguera                  | 361               | 207     | 154     |            |
| Castañares de las Cuevas | 0                 | 0       | 0       | Despoblado |
| El Puente                | 0                 | 0       | 0       | Despoblado |
| Panzares                 | 17                | 12      | 5       |            |

## Economía

### Evolución de la deuda viva
El concepto de deuda viva contempla sólo las deudas con cajas y bancos relativas a créditos financieros, valores de renta fija y préstamos o créditos transferidos a terceros, excluyéndose, por tanto, la deuda comercial.
Entre los años 2008 a 2014 este ayuntamiento no ha tenido deuda viva.

## Administración
| Periodo   | Nombre                          | Partido        |
| --------- | ------------------------------- | -------------- |
| 1979-1983 | Gregorio Sáenz Medrano          | PSOE           |
| 1983-1987 | José Julio Pancorbo Eguizábal   | Independientes |
| 1987-1991 | Domingo Martínez Santibáñez     | PSOE           |
| 1991-1995 | Domingo Martínez Santibáñez     | PSOE           |
| 1995-1999 | Luis María Jalón Velasco        | PRP            |
| 1999-2003 | Luis María Jalón Velasco        | PP             |
| 2003-2007 | Luis María Jalón Velasco        | PP             |
| 2007-2011 | Luis María Jalón Velasco        | PP             |
| 2011-2015 | Isidro Francisco Jalón González | PRP            |
| 2015-2019 | Aitor Santibáñez Rodríguez      | PP             |
| 2019-2023 | Álvaro Manzanos Santibáñez      | PP             |
| 2023-act. | Álvaro Manzanos Santibáñez      | PP             |

## Patrimonio

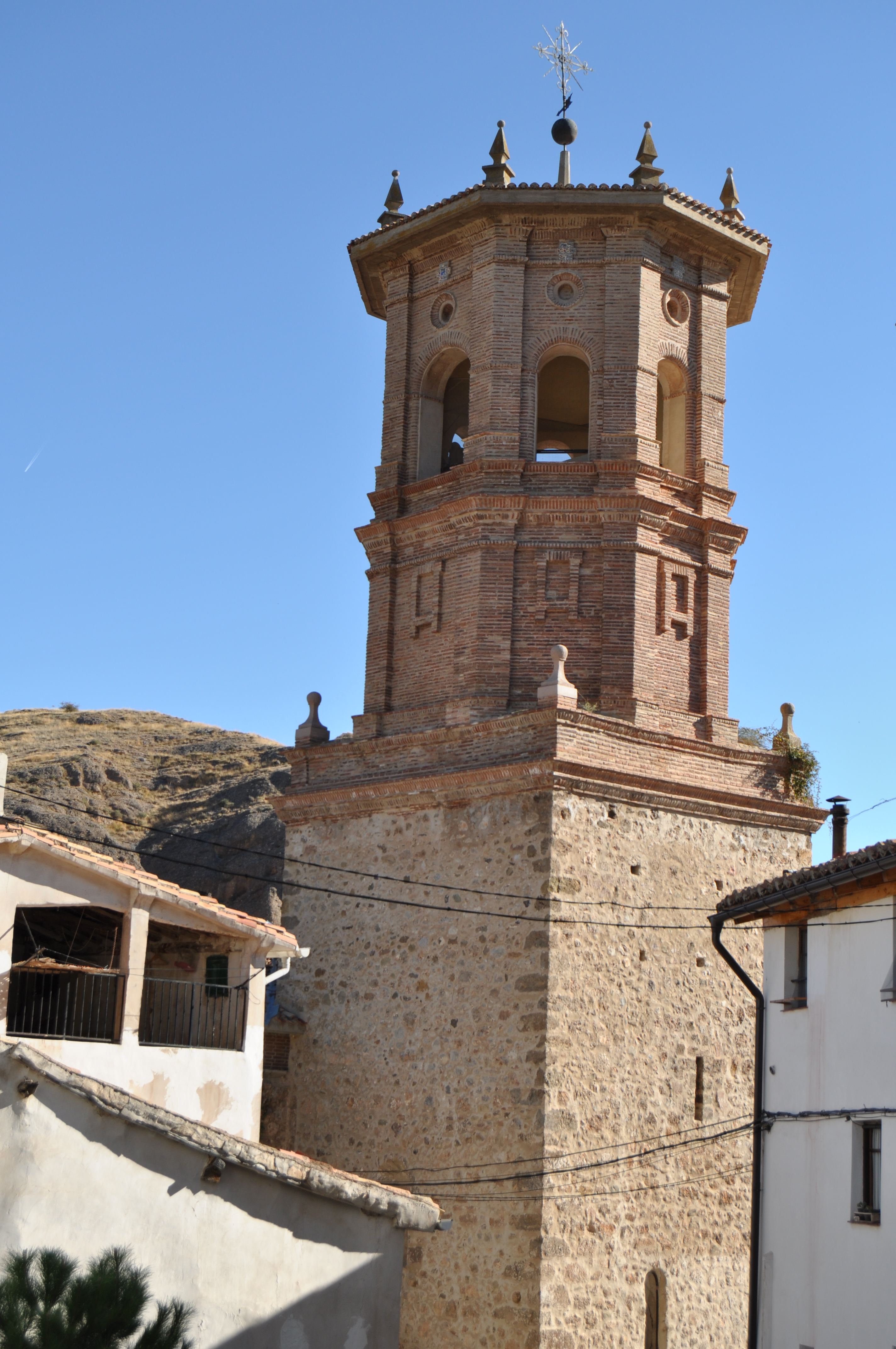
Torre de la Iglesia de la Asunción. En 2025 la torre se derrumbó.

- Torre de la Iglesia de la Asunción. En 2025 la torre se derrumbó.Iglesia parroquial de la Asunción de Nuestra Señora. Construida en el siglo XVI en mampostería y sillarejo. De gran riqueza arquitectónica y recientemente restaurada. Tiene incoado expediente como Bien de Interés Cultural en la categoría de Monumento desde el 18 de febrero de 1986[7] El 23 de febrero de 2025 la torre de la iglesia se desplomó. Las causas del derrumbe todavía no han sido encontradas.[8][9][10]
- Ermita de Nuestra Señora del Rosario. Basada en una ermita anterior al siglo XVI fue reformada en el siglo XVIII.
- Ermita de San Marcos. Del siglo XVII, restaurada por un grupo de mujeres del pueblo que, sin mayor interés que la devoción hacia esta ermita y su fiesta, han estado restaurándola cada sábado desde noviembre de 2007. La fiesta se celebra el 25 de abril.
- Ermita de San Esteban. De época visigótica.
- Ermita de Santa Lucía. Está situada en la villa de Panzares. Fue reedificada en 1968 sobre una edificación del siglo XVI.
- Iglesia parroquial de la Asunción. Está situada en Castañares de las Cuevas, del siglo XVI.
- Castillo cueva. Situado en Castañares de las Cuevas. Es un Bien de Interés Cultural.
- Puentes medievales. Uno está situado viniendo de Logroño, cerca del cruce con Viguera, y es del siglo XI, mientras que el otro se encuentra después de Islallana.

Edificios y monumentos
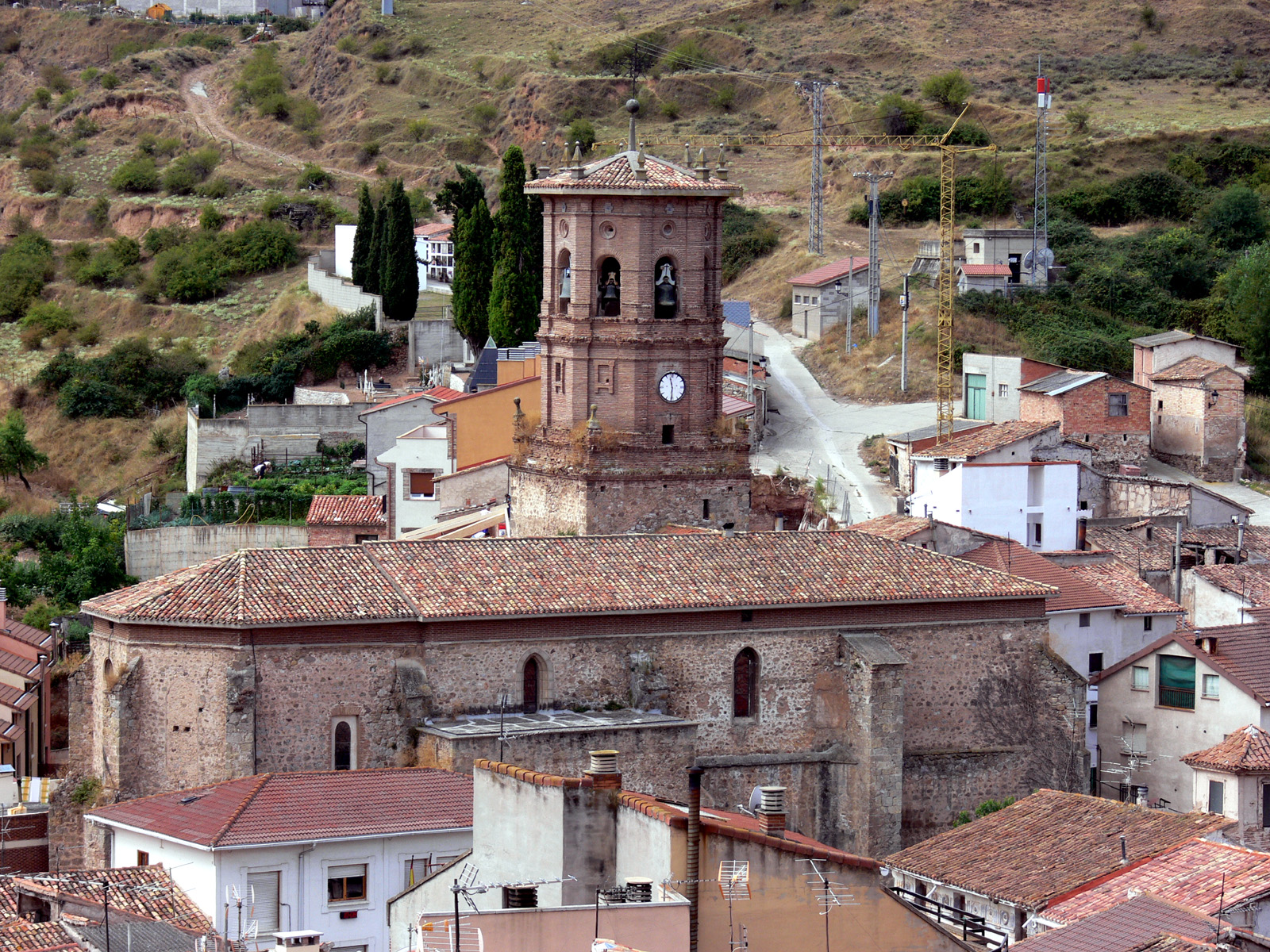
Iglesia de la Asunción en Viguera
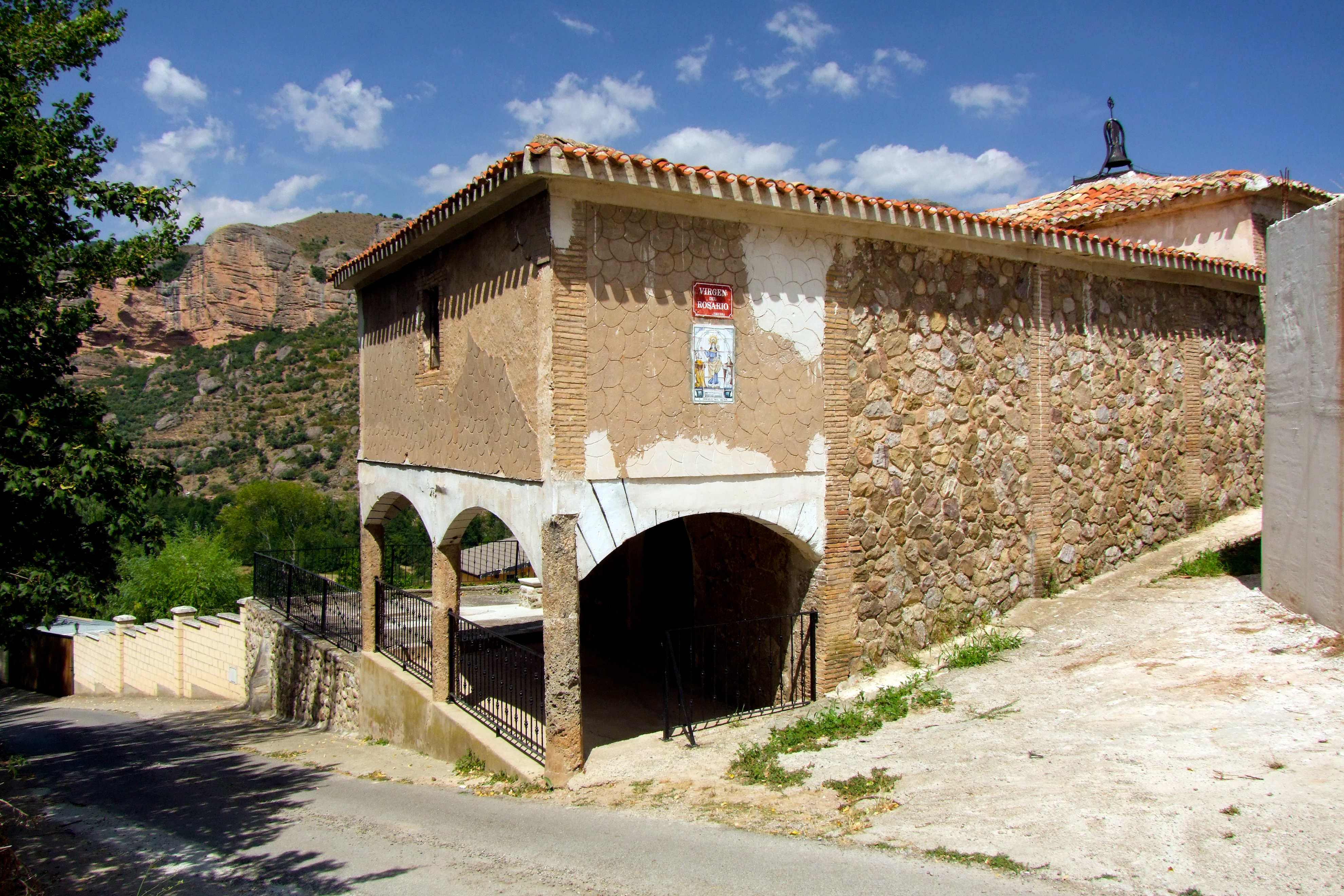
Ermita del Rosario
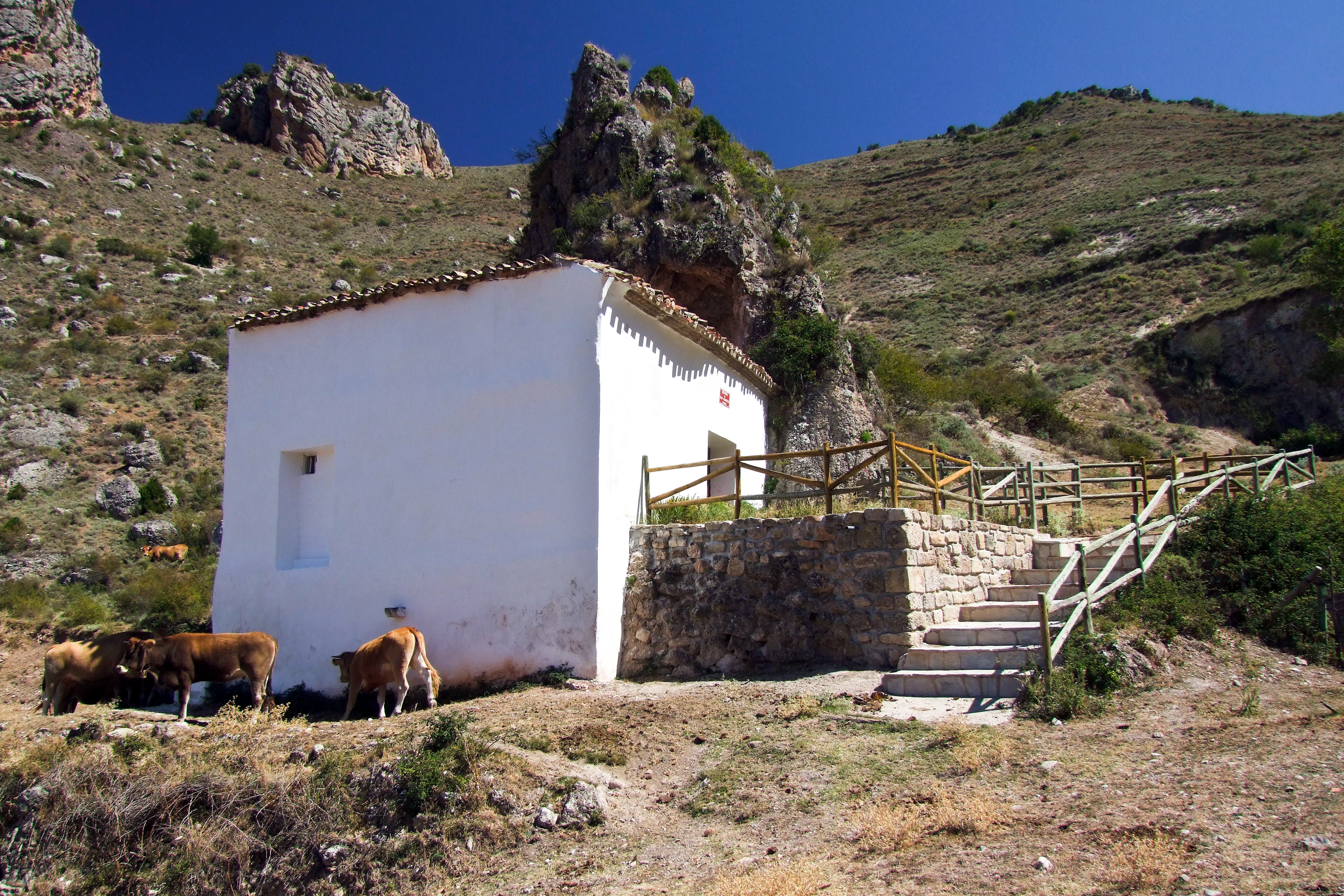
Ermita de San Marcos
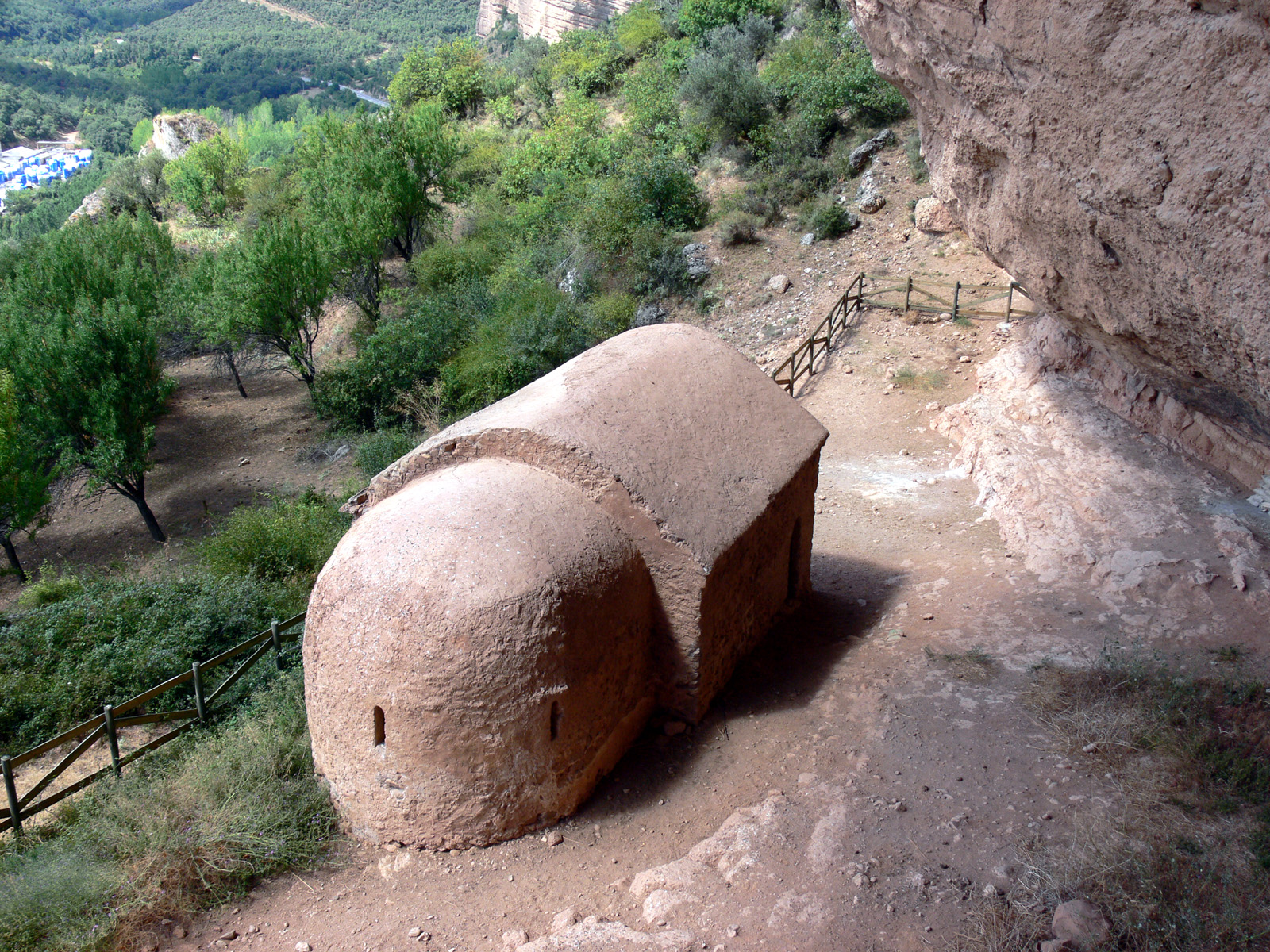
Ermita de San Esteban
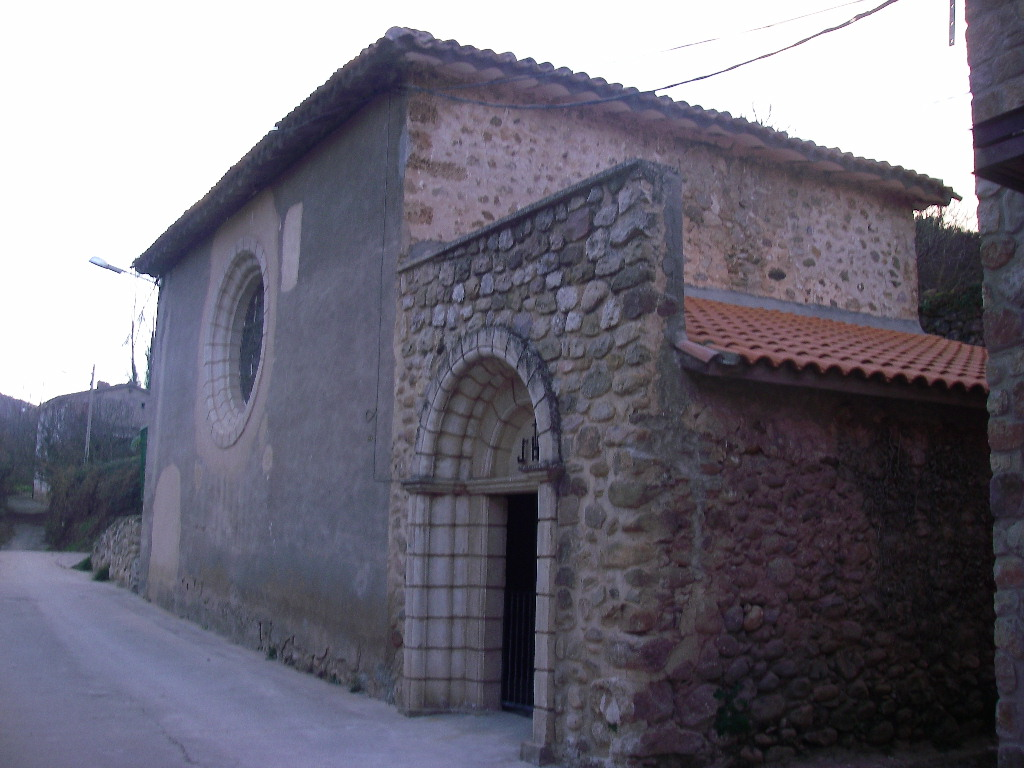
Ermita de Santa Lucía (Panzares)
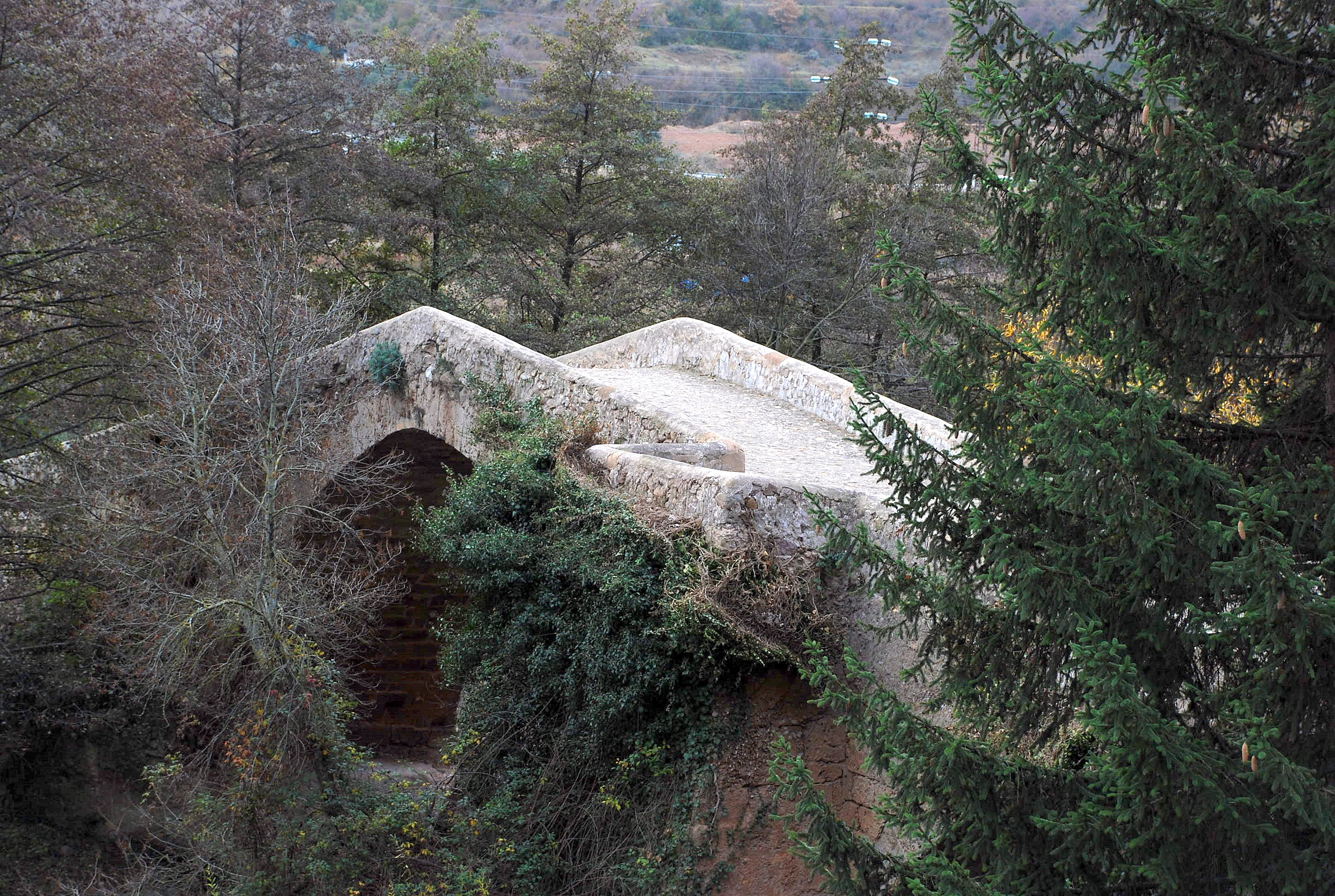
Puente medieval
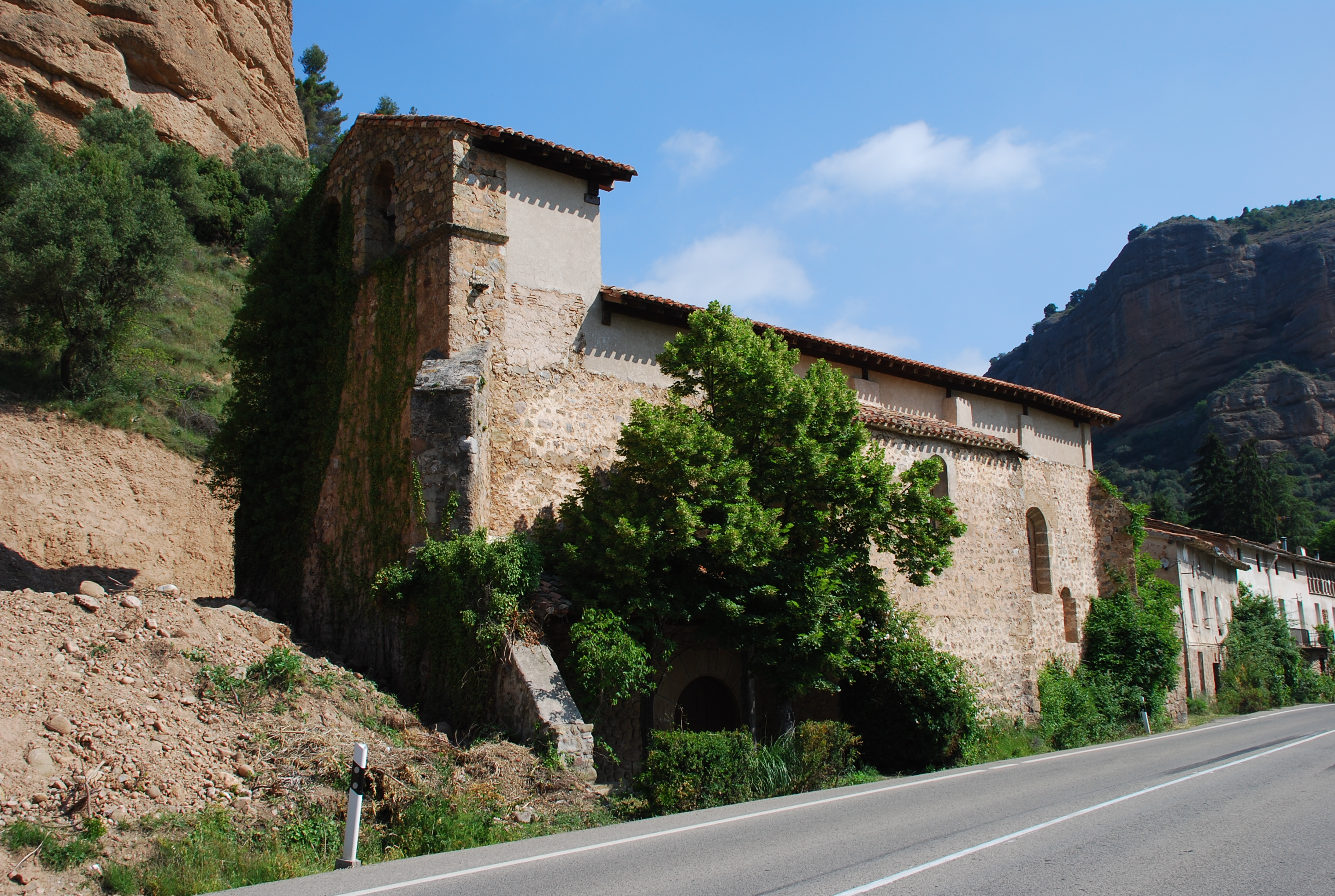
Iglesia de la Asunción (Castañares de las Cuevas)
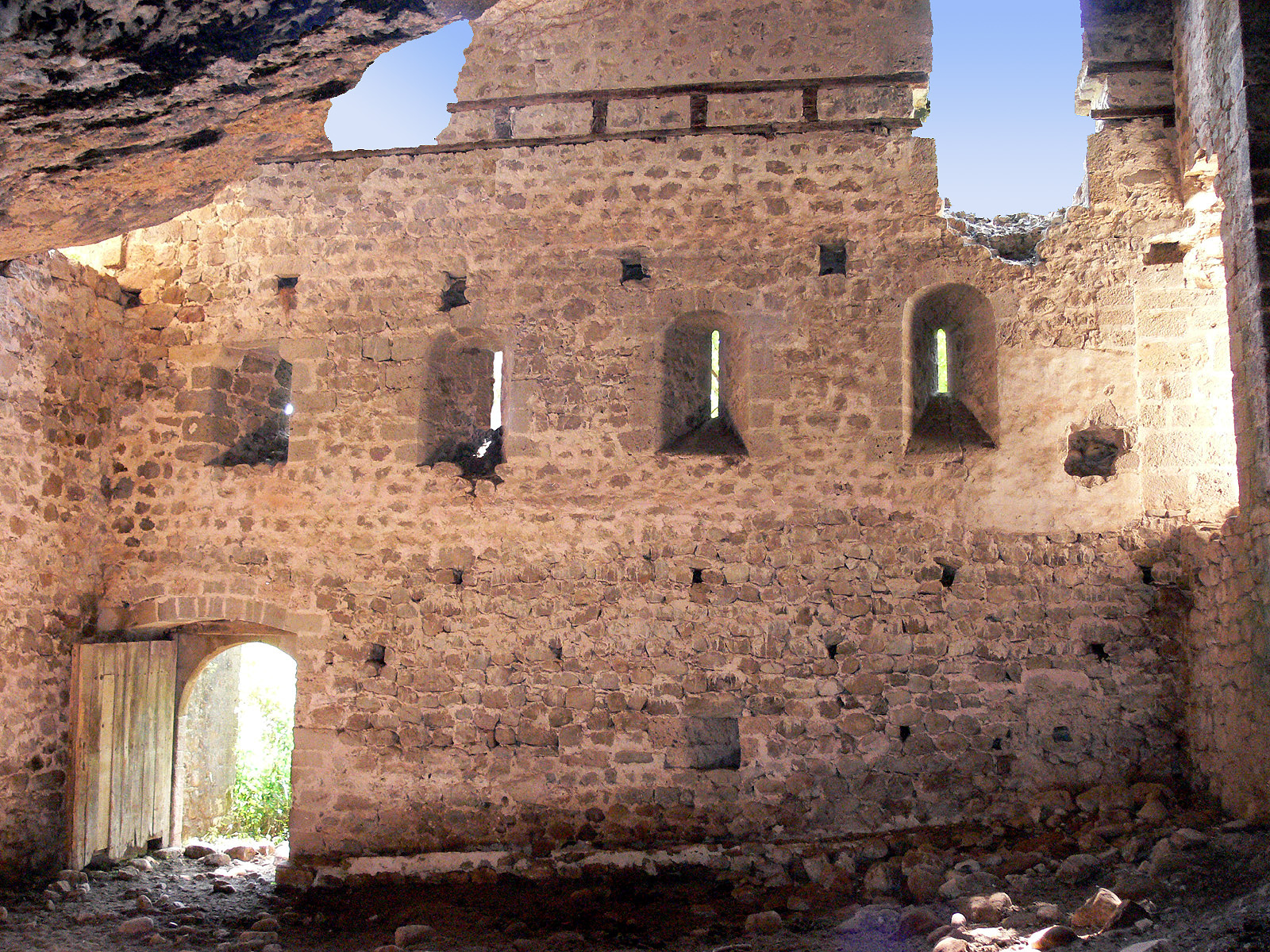
Castillo cueva (Castañares de las Cuevas)

## Fiestas locales
- Fiestas en honor de San Marcos (25 de abril)
- Fiestas patronales en honor de Santiago y Santa Ana (25 y 26 de julio)
- Fiestas patronales en honor al Ecce Homo (6 de agosto)
- Fiestas de Frutos cogidos en honor de san Miguel (29 de septiembre)